# 8707 Arakihiroshi
8707 Arakihiroshi (1994 CE2) là một tiểu hành tinh vành đai chính được phát hiện ngày 12 tháng 2 năm 1994 bởi T. Kobayashi ở Oizumi.